# 青密节度使
青密节度使，又称北海节度使，為唐朝在安史之乱时于今山东北部设立的節度使。
756年，设立北海节度使，治北海郡（青州）。758年，改为青密节度使，下辖青州、密州、登州、莱州，增加滑州、濮州，又称青登五州节度使。759年，罢滑州、濮州。增加淄州、沂州、海州。海州归河南节度使，又称青沂五州节度使。761年，增加徐州，沂州、淄州、沧州、德州、棣州设淄沂节度使。762年，平卢节度使南下，青密、淄沂并入，号称淄青平卢节度使。

## 歷任
- 邓景山（756年—757年）
- 许叔冀（758年）
- 尚衡（759年）
- 殷仲卿（760年）
- 尚衡（760年—761年）
- 田神功（761年）